# Rostafjellet
Rostafjellet (nordsamisk: Skoŋggagáisi) er et bjerg i Balsfjord og Målselv kommuner i Troms og Finnmark fylke i Norge. Ifølge kortet er bjergets højde 1.590 moh.. Toppen er dækket af en gletsjer hvis tykkelse er mindsket væsentligt de senere år. En GPS-måling fra 2008 gav højden 1.558 moh.